# ميغيل غوتيريز هرنانديز
ميغيل غوتيريز هرنانديز (بالإسبانية: Miguel Gutiérrez Hernández)‏ هو سياسي مكسيكي، ولد في 28 سبتمبر 1963 في ليون في المكسيك. حزبياً، نشط في حزب العمل الوطني. وقد انتخب عضو مجلس النواب المكسيك.